# Гринберг, Александр Зиновьевич
Александр (Исаак) Зиновьевич Гринберг (13 августа 1881, Одесса, Херсонская губерния — 1 декабря 1938, Москва) — русский и советский архитектор.

## Биография
Родился 1 августа (по старому стилю) 1881 года в Одессе в семье одесского мещанина Зиновия Гринберга и Блюмы Гринберг.
По окончании Херсонского городского училища, в 1897 году поступил в Одесское художественное училище. В 1900 и 1901 годах награждался бронзовой и серебряной медалью за архитектурное черчение. По окончании училища по архитектурному отделению в 1901 году был зачислен на I-й курс Императорской Академии художеств. Являлся учеником мастерской профессора архитектуры А. Н. Померанцева.
Обучение А. З. Гринберга в Академии вследствие частных переносов экзаменов из-за болезней продлилось 10 лет. 5 (18) июня 1908 года в Матфиевской церкви Петроградской стороны был крещён в православие с наречением ему имени Александр. 7 (20) января 1911 года в Вознесенском соборе Камышина венчался с Александрой Иосифовной (в девичестве Сидоренко, 1888—1961), с которой прожил в браке 27 лет.
18 (31) мая 1911 года Гринбергу было присуждено звание художника-архитектора за проект «Дома Русского посольства».
С 14 (27) февраля 1912 года — действительный член Императорского Санкт-Петербургского общества архитекторов.
В 1923 году совместно с Моисеем Гинзбургом участвовал в конкурсе на проектирование Дворца Труда в Москве. В 1925 году получил первую премию в конкурсе на здание Центрального телеграфа в Москве. Получил первую премию (совместно с Б. Великовским) на конкурсе на здание губисполкома в Брянске (построен в 1926—1928 гг.). В 1927 году выиграл закрытый конкурс на проектирование окружной больницы в Новосибирске, проект также был осуществлён. Входил в возглавляемую Алексеем Щусевым группу, работавшую над проектом здания Наркомзема. Стал известен благодаря своим работам 1920-х годов.
Был членом Ассоциации новых архитекторов (АСНОВА), после 1928 года — Объединения архитекторов-урбанистов (АРУ), с 1930 года — Московского областного отделения Всесоюзного архитектурного научного общества (МОВАНО).
Построил Дом Советов в Горьком (начало 1930-х), окружную больницу в Ростове-на-Дону, республиканскую больницу в Махачкале.
С 1930 по 1933 г. работал над проектом Дома науки и культуры для Новосибирска (ныне — Новосибирский театр оперы и балета). Проект, выполненный в стиле конструктивизма, был подвергнут резкой критике и несколько раз переделывался другими архитекторами.
По проектам Гринберга построены университет в Йошкар-Оле (1936), речной вокзал в Перми (1940). После лета 1933 года участия в проектировании практически не принимал.
По адресным книгам «Вся Москва»,  c 1924 года архитектор А. З. Гринберг (как учёный по программе КУБУ, что указано в адресе 1924 г.), был прописан в Москве по ул. Б. Никитская, д. 47, кв. 1  (2-эт. дом 19-го века), а c 1930 (или после 1927) гг. и до смерти — в Хлебном переулке, д. 14, кв. 1 (5-эт. дом по проекту И. А. Германа 1926 года).
Похоронен на Введенском кладбище.
Творчеству архитектора были посвящены лекции в Музее архитектуры имени А. В. Щусева.

## Основные проекты и постройки

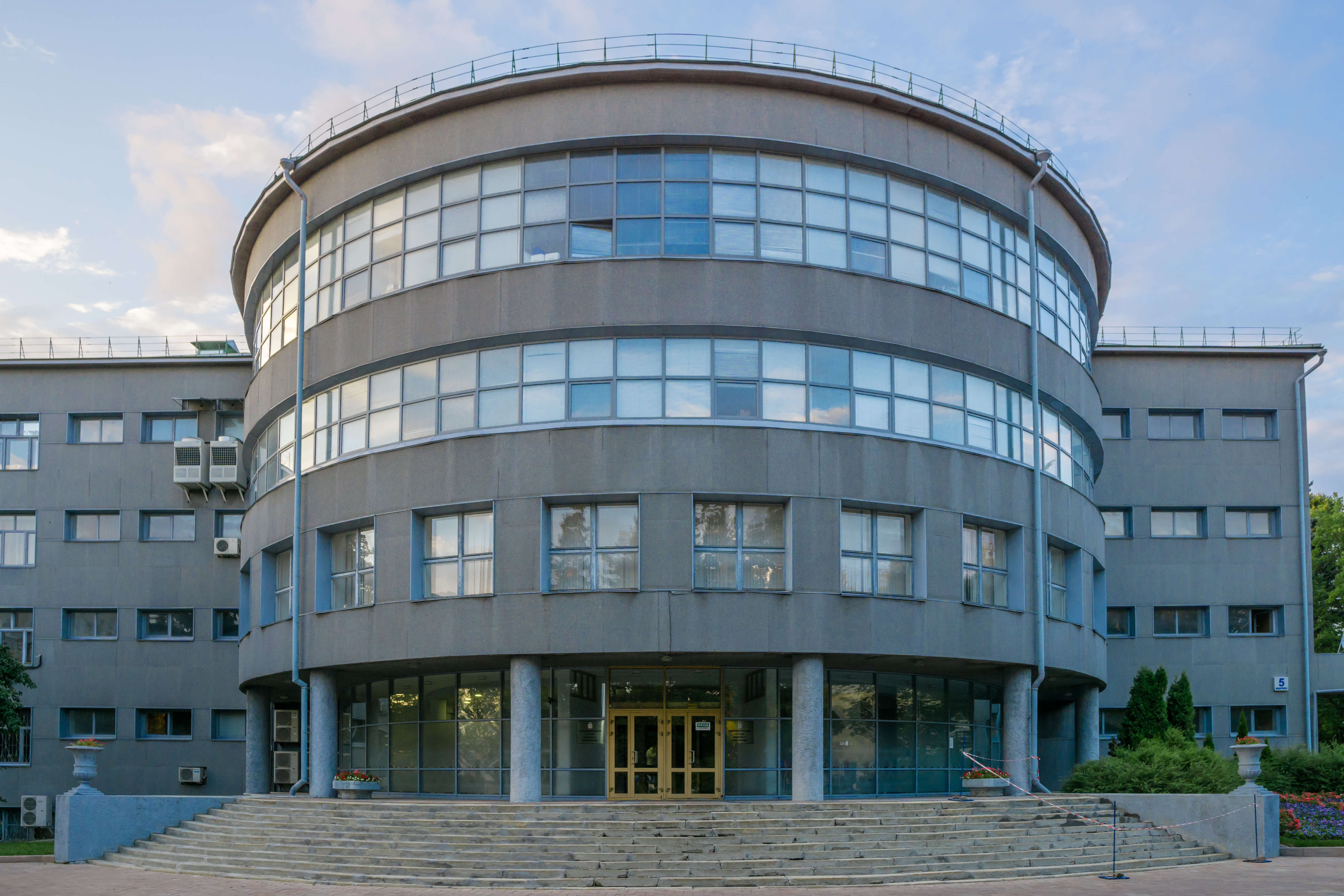
Дом советов в Нижнем Новгороде (Горький)

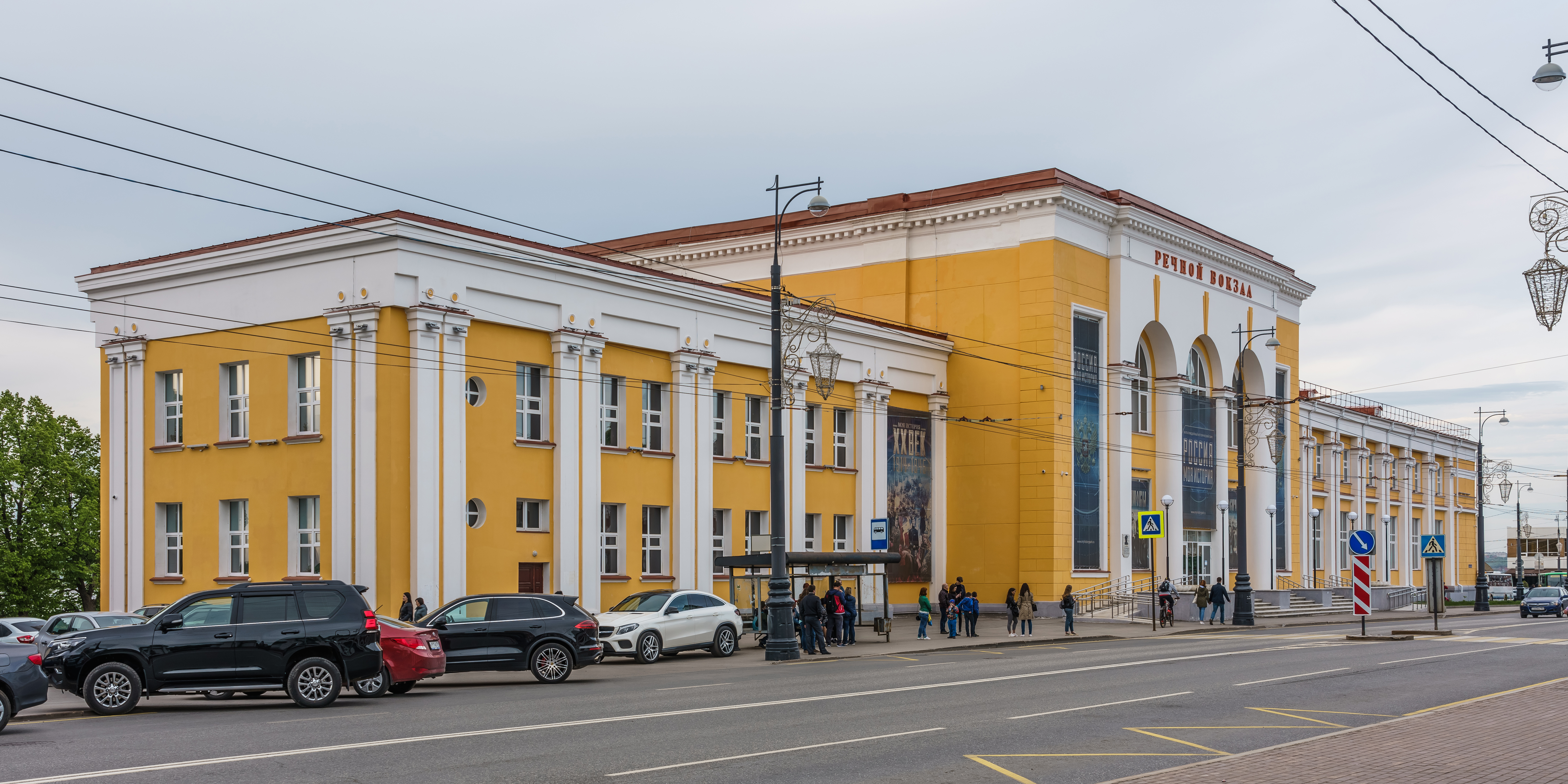
Речной вокзал в Перми

- Конкурсный проект Контрактового дома в Киеве, (1911—1912). При участии студента Академии художеств М. Д. Фельгера, четвёртая премия;
- Конкурсный проект здания уездной Земской управы в Константинограде (ныне Красноград), (1912), третья премия;
- Конкурсный проект застройки территории Тучкова Буяна в С.-Петербурге зданиями для выставок и съездов, (1912);
- Конкурс проекта каменного барака на 60 больных в Астрахани, (1912), третья премия;
- Конкурсные проекты здания для учреждений Переселенческого управления в Омске, совместно с М. Х. Дубинским, (1913), первая и третья премии;
- Конкурсный проект дома Санкт-Петербургского губернского кредитного общества. 1913. Третья премия
- Конкурсный проект клубного здания Тифлисского собрания в Тифлисе, совместно с М. Х. Дубинским, (1913), третья премия;
- Конкурсные проекты дома Выборгского товарищества для устройства постоянных квартир в Санкт-Петербурге, совместно с А. Я. Лангман и М. А. Айвазян, (1913), первая и вторая премии;
- Конкурсный проект Народного дома в Ростове-на-Дону, (1913), вторая премия;
- Конкурсный проект здания приюта князей Оболенских для вдов-дворянок в Сосновке, (1914), первая премия;
- Конкурсный проект жилого здания квартир для рабочих экспедиции заготовления государственных бумаг в Санкт-Петербурге, совместно с М. Х. Дубинским, (1914), четвёртая премия;
- Конкурсный проект Русского для внешней торговли банка в Санкт-Петербурге, совместно с М. Х. Дубинским, (1914), вторая премия;
- Конкурсный проект дома земского банка в Одессе, (1914), третья премия;
- Конкурсный проект здания Императорского сельскохозяйственного музея в Петрограде, совместно с М. Х. Дубинским, (1915), вторая премия;
- Конкурсный проект дома общества взаимного кредита печатного дела в Петрограде, (1915);
- Проект Пролетарского дома в память Второго конгресса III Интернационала в Саратове, (1920—1922), осуществлён частично, разобран в 1931 г.;
- Конкурсный проект Дома советов в Брянске, (1924), при участии Б. М. Великовского. Первая премия. Осуществлён;
- Проект жилого дома горсовета в Брянске, (1927);
- Проект Дома советов в Клинцах, (1927);
- Проект дома-коммуны в Клинцах, (1927);
- Жилой дом кооператива «Медсантруд» в Москве (ул. Покровка, 41), (1927), при участии В. К. Кильдишева;
- Конкурсный проект Центрального телеграфа в Москве, (1925), первая премия;
- Конкурсный проект Народного дома имени В. И. Ульянова-Ленина в Иваново-Вознесенске, (1924—1925), при участии Я. И. Райха и Д. Ф. Фридмана;
- Конкурсный проект Дворца труда в Ростове-на-Дону, (1925), при участии студента Московского высшего технического училища А. В. Власова. Четвёртая премия;
- Конкурсный проект Дворца труда в Екатеринославе. 1925. При участии студента Московского высшего технического училища. Вторая премия
- Проект Республиканской больницы в Махачкале. 1928. При участии М. Я. Гинзбурга. Осуществлён
- Областная больница на 400 коек в Ростове-на-Дону (ныне Городская больница № 1 им. Н. А. Семашко). 1926—1927. А. З. Гринберг, П. А. Голосов и Л. А. Ильин (генплан)
- Конкурсный проект Окружной больницы в Новосибирске. Туберкулезный корпус. 1927. При участии Н. В. Гофмана-Пылаева и А. Г. Климухина. Первая премия. Осуществлён
- Проект Дома советов в Нижнем Новгороде (Горький). 1929—1931 Осуществлён
- Проект Дома советов в Туле. 1930.
- Конкурсный проект Центрального железнодорожного вокзала в Нижнем Новгороде (Горький). 1931. При участии М. Т. Смурова.

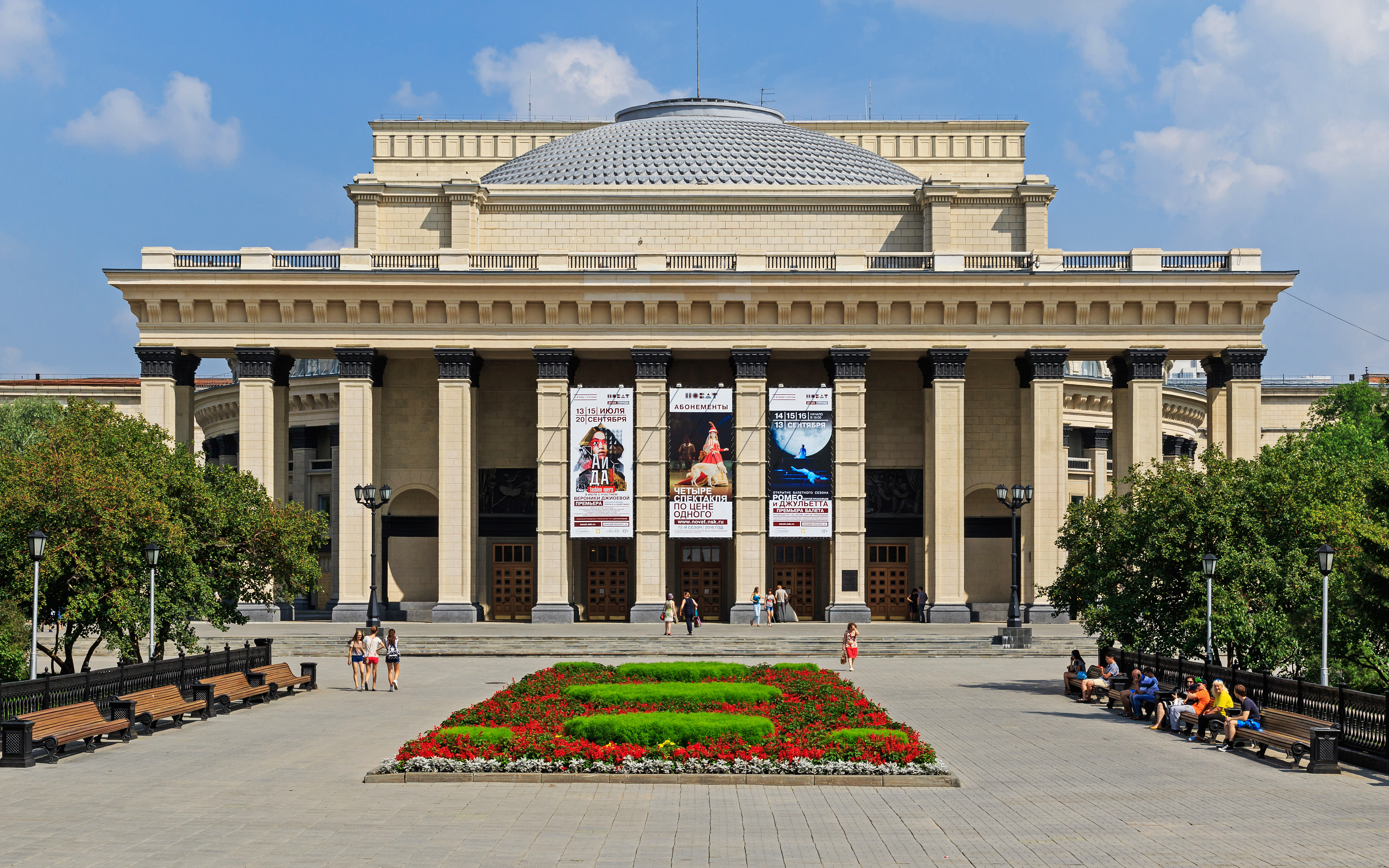
Новосибирский театр оперы и балета

- Дом советов в Дзержинске. 1929—1932.
- Проект Синтетического театра панорамно-планетарного типа Дома культуры и науки в Новосибирске. 1929—1933. При участии М. И. Курилко и Т. Я. Бардта. Осуществлён с изменениями
- Проект гостиницы горсовета в Нижнем Новгороде (Горький). 1931—1935. Осуществлён с изменениями
- Конкурсный проект Всероссийского Коопстрахсоюза в Москве. 1928. При участии А. В. Щусева. Осуществлён с изменениями
- Здание Наркомзема в Москве. 1928—1933. При участии А. В. Щусева, Д. Д. Булгакова, И. А. Француза и Г. К. Яковлева
- Конкурсный проект расширения Всесоюзного коммунистического университета им. Я. М. Свердлова в Москве. 1930. При участии Н. Я. Тихомирова. Осуществлён с изменениями
- Кинотеатр «Мир» в Нижнем Новгороде (Горький). 1937.
- Речной вокзал в Перми (Молотов). 1932—1940. При участии Л. В. Гегарда и Р. М. Милеги.